# راینر یاروس
راینر یاروس (به آلمانی: Rainer Jarohs) بازیکن فوتبال و مهاجم اهل آلمان شرقی بود که از سال ۱۹۸۲ میلادی عضو تیم ملی فوتبال آلمان شرقی بوده‌است. وی در ۳ بازی ملی حضور داشته و در بازی‌های ملی‌اش ۱ گل به ثمر رساند. راینر یاروس آخرین بازی ملی خود را در سال ۱۹۸۲ میلادی انجام داد.